# Лютий 2001
Лютий 2001 — другий місяць 2001 року, що розпочався в четвер 1 лютого та закінчився у середу 28 лютого.

## Події
- 5 лютого — Том Круз і Ніколь Кідман оголосили про своє розлучення.
- 6 лютого — Аріель Шарон, лідер партії «Лікуд», обраний прем'єр-міністром Ізраїлю.
- 20 лютого — агент ФБР Роберт Гансен заарештований на п'ятнадцять років за шпигунство на користь Росії.
- 24 лютого — 26-та церемонія вручення нагород премії «Сезар».
- 26 лютого — укладено Ніццький договір.